# Un viaje al Mar Muerto
Un viaje al mar Muerto es la primera película documental de La Oreja de Van Gogh, se basa en la música y la amistad entre los componentes del grupo, alterna la ficción con imágenes y música reales del viaje que LOVG hizo a Israel para ofrecer un concierto frente al mar Muerto.

## Información
En la película, La Oreja de Van Gogh cuenta sus vivencias en su viaje a Israel, a la vez que se pueden ver los testimonios del grupo hablando sobre las canciones, los conciertos, la salida de Amaia Montero, la elección de Leire Martínez, la gira actual, etc.  
A la par que LOVG cuenta su historia, lo hace un grupo local. Se van intercalando pequeñas historias entremedias, en las que una persona cuenta su sueño.
También podemos ver unos videoclips rodados en el mar Muerto de El último vals, París, La playa y Jueves. El DVD también incluye el videoclip de Puedes contar conmigo.
El grupo anunció que no dedicarán su carrera a hacer películas, que fue un proyecto que salió, nada más y que "no se consideran actores".
El documental cuenta con la aparición del músico hispano-israelí David Broza.

## Nuestra casa a la izquierda del tiempo: Reedición
El 13 de abril de 2010 se pondría a la venta una reedición del álbum Nuestra casa a la izquierda del tiempo, que incluiría la película, "Un viaje al mar Muerto" y un libro de 96 páginas con fotos privadas del grupo, ilustraciones exclusivas del grupo de creación artística Boa Mistura.
El 28 de junio de 2010 salió a la venta en México la reedición de Nuestra casa a la izquierda del tiempo.

## Proyecciones
La película se estrenó en exclusiva en la pantalla grande, el 10 de abril en Madrid, y al día siguiente en Barcelona, ambos eventos contaron con la asistencia del grupo.
El 7 de agosto de 2010 el documental fue proyectado en la ciudad de Segovia dentro del ciclo de cine judío que se organiza en la ciudad. Del 1 al 11 de septiembre de 2010 la película también se pudo ver en el ciclo de cine judío de la ciudad de Córdoba.

## Artistas
- David Broza (Israelí)
- Mira Awad (Árabe)
- La Cosa Nostra
- Pablo Benegas
- Leire Martínez
- Álvaro Fuentes
- Xabi San Martín
- Haritz Garde

## Enlaces
- Diario Vasco
- La Oreja de Van Gogh

- Datos: Q5396212